# آستانلی، جلیل‌آباد
آستانلی (به ترکی آذربایجانی: Astanlı) یک منطقه مسکونی در جمهوری آذربایجان است که در شهرستان جلیل‌آباد واقع شده‌است. آستانلی ۵۶۹ نفر جمعیت دارد.